# Leonhard Graf von Blumenthal

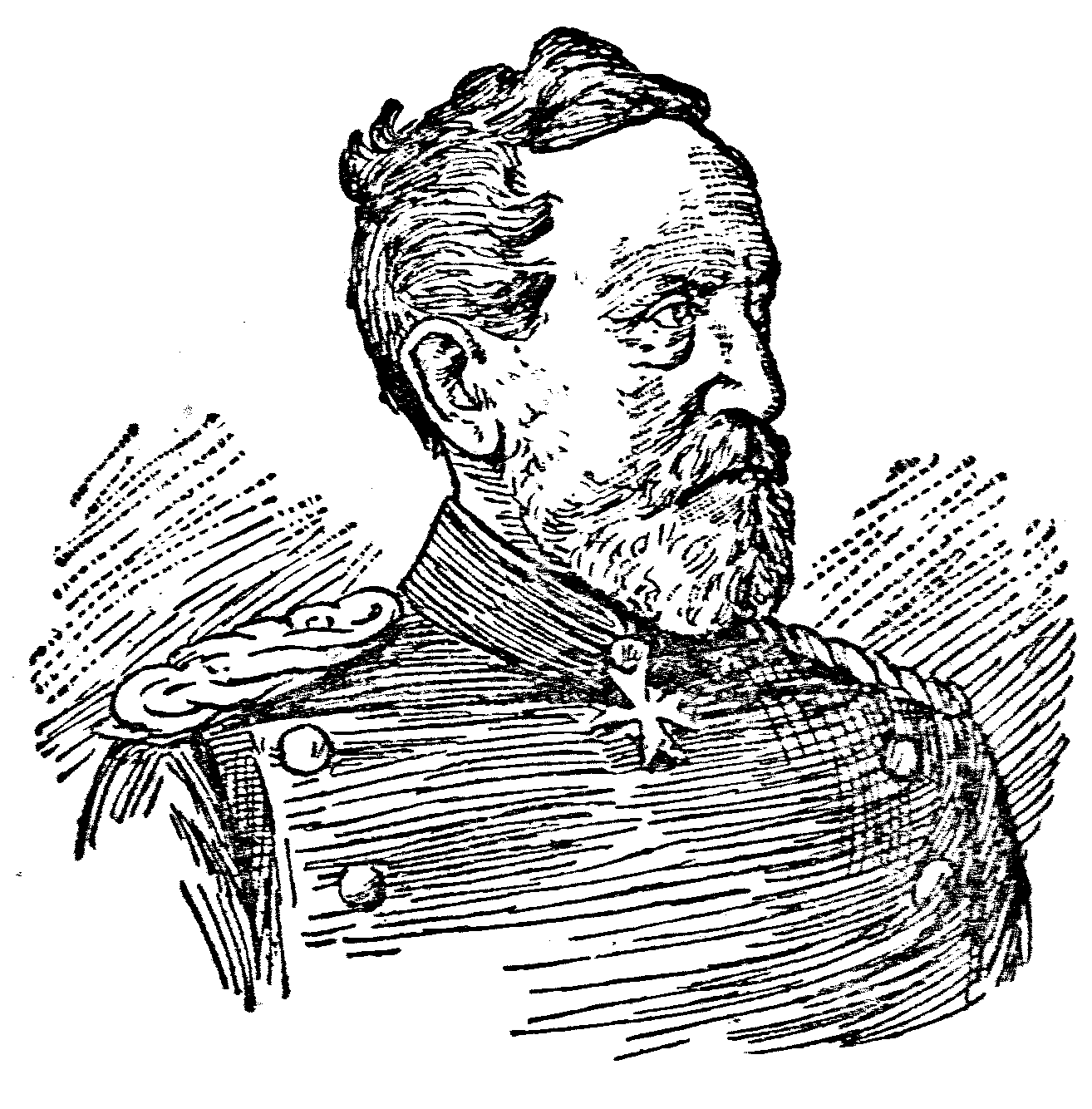
Leonhard Graf von Blumenthal.

El  conde Leonhard von Blumenthal (Schwedt an der Oder, 30 de julio de 1810 - Köthen, 22 de diciembre de 1900) fue un mariscal de campo prusiano.
Educado en el Cuerpo de Cadetes, ingresó en 1827 como oficial en el Regimiento de reserva de la Guardia. De 1830 a 1833 estudió en la Escuela general de Guerra de Berlín y más tarde fue ayudante del batallón de Coblenza, ascendiendo a primer teniente en 1844. En 1846 ingresó en el Departamento de Topografía, donde perfeccionó además sus conocimientos de las armas técnicas.
Blumenthal participó con el 31.er Regimiento en la represión de los incidentes callejeros de Berlín en 1848 y un año después fue trasladado como capitán al Cuartel general del Ejército. Junto al general Bonin tomó parte en la campaña de Schleswig y Jutlandia y en mayo de 1849 fue nombrado jefe del Estado Mayor del Ejército de Schleswig-Holstein. Después de la guerra formó parte en 1850 de la División móvil Tietzen en el Principado de Hesse.
Ya teniente coronel, en 1858 fue ayudante personal del Príncipe Federico Carlos, y con el grado de coronel estuvo tres años al mando del 71.º Regimiento. En 1863 Blumenthal era jefe del Estado Mayor del Cuerpo de Ejército móvil en la guerra contra Dinamarca (guerra de los Ducados), cargo con el que intervino decisivamente en la batalla de Dybbøl (Düppel en alemán) y los combates de Alsen. Después obtuvo el mando de la 7.ª Brigada y en 1865 de la 30.ª Brigada de infantería.
Al estallar la guerra contra Austria o guerra de las Siete Semanas en 1866, Blumenthal era jefe del Estado Mayor del 2.º Ejército al mando del Príncipe heredero de Prusia, destacándose en la batalla de Sadowa (Königgrätz en alemán), así como en las operaciones entre Olmütz y Viena. En octubre de ese año recibió el mando de la 14.ª División en Düsseldorf con el grado de teniente general.
En la guerra franco-prusiana de 1870-71, Blumenthal volvió a ser jefe del Estado Mayor del Ejército mandado por el Príncipe heredero de Prusia, donde contribuyó á preparar el cerco a París y los combates en torno a Sedán. Restaurada la paz, fue nombrado comandante del IV Cuerpo de Ejército y ascendido en 1873 a general de infantería.
Blumenthal viajó en varias ocasiones al extranjero con misiones militares. En 1883 acompañó al Príncipe heredero de Prusia a España y seguidamente recibió el título hereditario de conde. El Emperador Federico le nombró Mariscal de Campo en 1888 y poco después inspector del IV Ejército. Entre 1892 y 1898 (a la edad de 88 años) aún era inspector del III Ejército.	
Blumenthal murió en Quellendorf cerca de Köthen el 22 de diciembre de 1900. 	

## Honores
- Prusia:[1]
  - Caballero del Águila Roja, 4.ª Clase con Espadas, 1853; 2.ª Clase con Hojas de Roble, 1864; 1.ª Clase, 1871; Gran Cruz con Espadas en Anillo, 13 de septiembre de 1876;[2] con Corona, 12 de junio de 1892[3]
  - Caballero de la Real Orden de la Corona, 2.ª Clase, 22 de septiembre de 1863; con Espadas, 1864[2]
  - Pour le Mérite (militar), 22 de abril de 1864; con Hojas de Roble, 17 de septiembre de 1866; en Diamantes, 22 de abril de 1898[4]
  - Cruz al Servicio
  - Cruz de Comandante de la Real Orden de Hohenzollern, con Estrella y Espada, 20 de septiembre de 1866[2]
  - Cruz de Hierro (1870), 1.ª Clase
  - Caballero del Águila Negra, 21 de julio de 1877; con Collar, 1878;[2] en Diamantes
- Hohenzollern: Cruz de Honor de la Principesca Orden de Hohenzollern, 1.ª Clase con Espadas[1]
- Anhalt: Gran Cruz de la Orden de Alberto el Oso, 1872[5]
- Austria-Hungría:[6]
  - Gran Cruz de la Orden imperial de Leopoldo, con Decoración de Guerra, 1875
  - Gran Cruz de la Orden de San Esteban de Hungría, 1889
- : Comandante de la Orden al Mérito Militar de Carlos Federico, 1870[7]
- Reino de Baviera:[1]
  - Comandante de la Orden Militar de Max Joseph, 18 de octubre de 1870[8]
  - Caballero de San Huberto
  - Gran Cruz de la Orden al Mérito Militar
- Ducado de Brunswick: Gran Cruz de la Orden de Enrique el León, con Espadas, 1892[9]
- Ducados Ernestinos: Gran Cruz de la Orden de la Casa Ernestina de Sajonia, con Espadas, 1877[10]
- Francia: Comandante de la Legión de Honor[1]
- Reino de Hannover: Comandante de la Real Orden Güélfica, 2.ª Clase, 1861[11]
- Reino de Italia:[1]
  - Gran Cruz de los Santos Mauricio y Lázaro
  - Gran Cruz de la Orden Militar de Saboya
- Mecklemburgo:[1]
  - Gran Cruz de la Corona Wéndica, con Corona Dorada
  - Cruz al Mérito Militar, 1.ª Clase (Schwerin)
- Gran Ducado de Oldemburgo: Gran Cruz de la Orden de Pedro Federico Luis, con Espadas, 31 de diciembre de 1870;[12] with Golden Crown and Swords on Ring[1]
- Reuss: Cruz de Honor, 1.ª Clase con Corona[1]
- Imperio ruso:[1]
  - Caballero de San Jorge, 4.ª Clase, 27 de diciembre de 1870[13]
  - Caballero de San Alejandro Nevski, 1876
- Sajonia-Weimar-Eisenach: Gran Cruz del Halcón Blanco, con Espadas, 1870[14]
- Reino de Sajonia:[15]
  - Gran  Cruz de la Orden Civil de Sajonia, 1876
  - Gran Cruz de la Orden de Alberto, con Estrella Dorada, 1883
  - Caballero de la Corona de Ruda, 1884
- Schaumburg-Lippe: Medallas al Mérito Militar, con Espadas[1]
- Schwarzburgo: Cruz de Honor de Schwarzburgo, 1.ª Clase con Espadas y en Diamantes[1]
- España: Gran Cruz de la Orden de Carlos III, con Collar, 3 de diciembre de 1883[16]
- Suecia-Noruega:[1]
  - Caballero de los Serafines, 12 de mayo de 1873[17]
  - Comandante de la Espada, 2.ª Clase
- Reino de Wurtemberg:[18]
  - Gran Cruz de la Orden al Mérito Militar, 30 de diciembre de 1870
  - Gran Cruz de la Corona de Wurtemberg, 1893